# 康定堇菜
康定堇菜（学名：Viola szetschwanensis var. kangdienensis）为堇菜科堇菜属四川堇菜的变种。分布于中国大陆的西藏、云南、四川等地，生长于海拔2,300米至3,600米的地区，见于林缘、灌丛间、山坡草丛、山地林下和溪谷旁。

## 别名
心叶四川堇菜（拉汉种子植物名称）、康滇堇菜（西藏植物志）